# Richland County, Ohio
Richland County är ett administrativt område i delstaten Ohio, USA, med 124 475 invånare.  Den administrativa huvudorten (county seat) är Mansfield.

## Geografi
Enligt United States Census Bureau har countyt en total area på 1 296 km². 1 287 km² av den arean är land och 9 km² är vatten.

### Angränsande countyn
- Huron County - norr
- Ashland County - öst
- Knox County - söder
- Morrow County - sydväst
- Crawford County - väst

### Orter
- Mansfield (huvudort)
- Ontario
- Shelby